# Pseudonapomyza siciformis
Pseudonapomyza siciformis är en tvåvingeart som beskrevs av Zlobin 2002. Pseudonapomyza siciformis ingår i släktet Pseudonapomyza och familjen minerarflugor.
Artens utbredningsområde är Mongoliet. Inga underarter finns listade i Catalogue of Life.